# Palazzo d'Estate (Domenico Trezzini)
Il Palazzo d'Estate di Pietro il Grande (in russo Летний дворец Петра I?, Letnij dvorec Petra I), è un edificio storico di San Pietroburgo, situato lungo il canale della Fontanka. Fu fatto erigere dallo zar Pietro il Grande tra il 1710 e il 1714. Si tratta di un edificio di modeste dimensioni, a un solo piano (due fuori terra), costruito su progetto dell'architetto svizzero Domenico Trezzini.

## Descrizione
Più ampio della "casetta di Pietro", costruita in legno nel 1703, dove lo zar Pietro il Grande abitava durante la costruzione della sua nuova capitale, il Palazzo d'Estate era luogo di riposo per lo zar, che non si curò di farne un palazzo lussuoso.
Eccetto un bassorilievo di Andreas Schlüter, aggiunto nel 1713 e dedicato alla gloria delle vittorie navali russe, l'edificio ha poche decorazioni. Al piano terra la sala di accoglienza, piuttosto piccola, espone i ritratti dello zar e dei suoi ministri. Nella camera da letto si trova un letto a baldacchino e uno sfondo dipinto. Di fianco si trova il "laboratorio" dello zar con i suoi strumenti in legno lavorato, tra in quali, in particolare, uno strumento meteorologico fabbricato a Dresda nel 1714.
La parte più sorprendente dell'edificio è la cucina, con il suo lavandino in marmo nero e un fornello carrellato, decorato di utensili. Il palazzo fu equipaggiato con il primo sistema di tubature della città, che conduceva l'acqua direttamente in cucina. La sala da pranzo, di dimensioni assai ridotte, non serviva che per i pasti famigliari, essendo i grandi banchetti tenuti al Palazzo Menšikov.
Più lussuosi sono gli appartamenti della seconda moglie, Caterina, al primo piano, e così pure la sala del trono..

## Galleria d'immagini

Vedute del Palazzo d'Estate
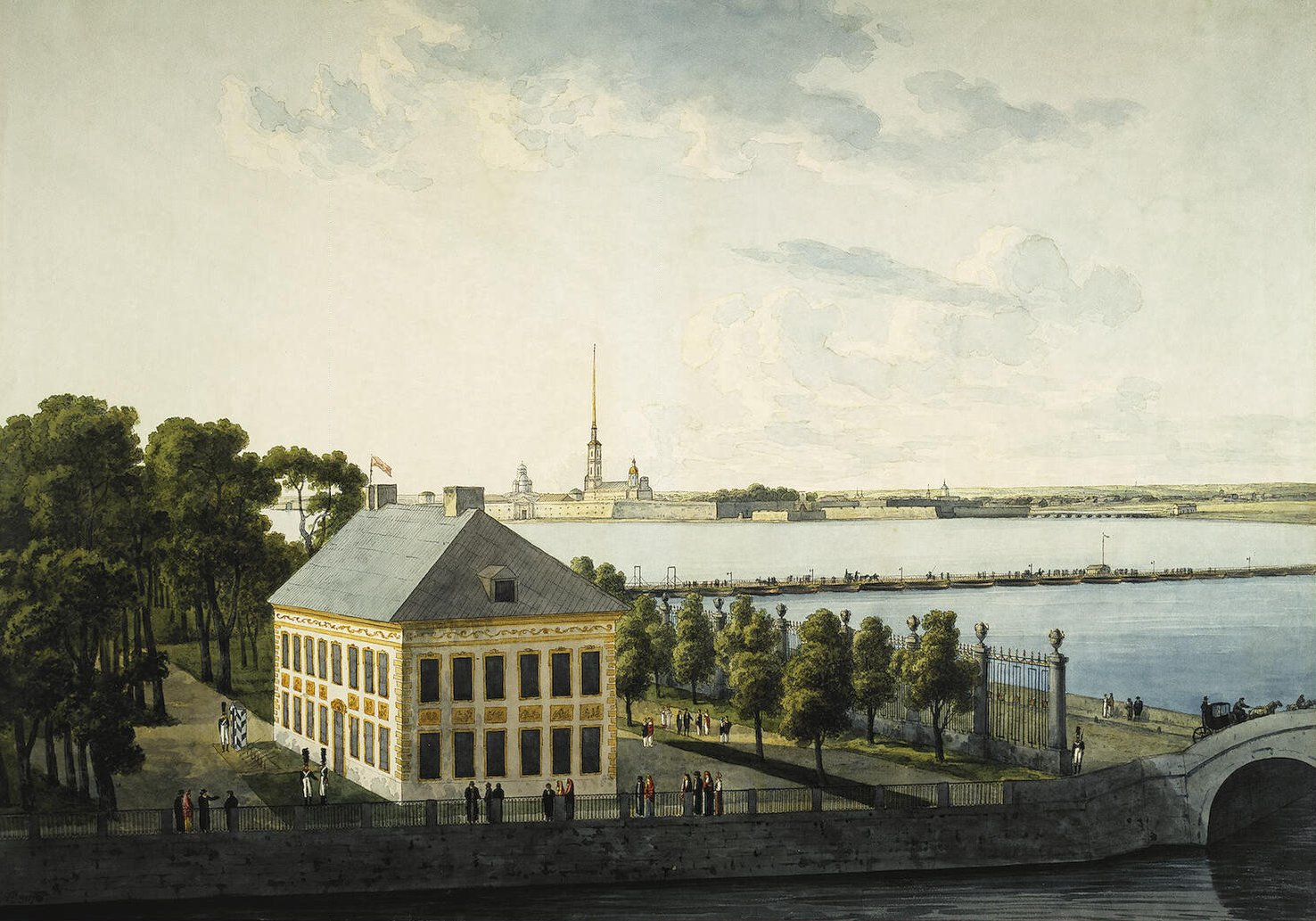
Da Martynov (1809).
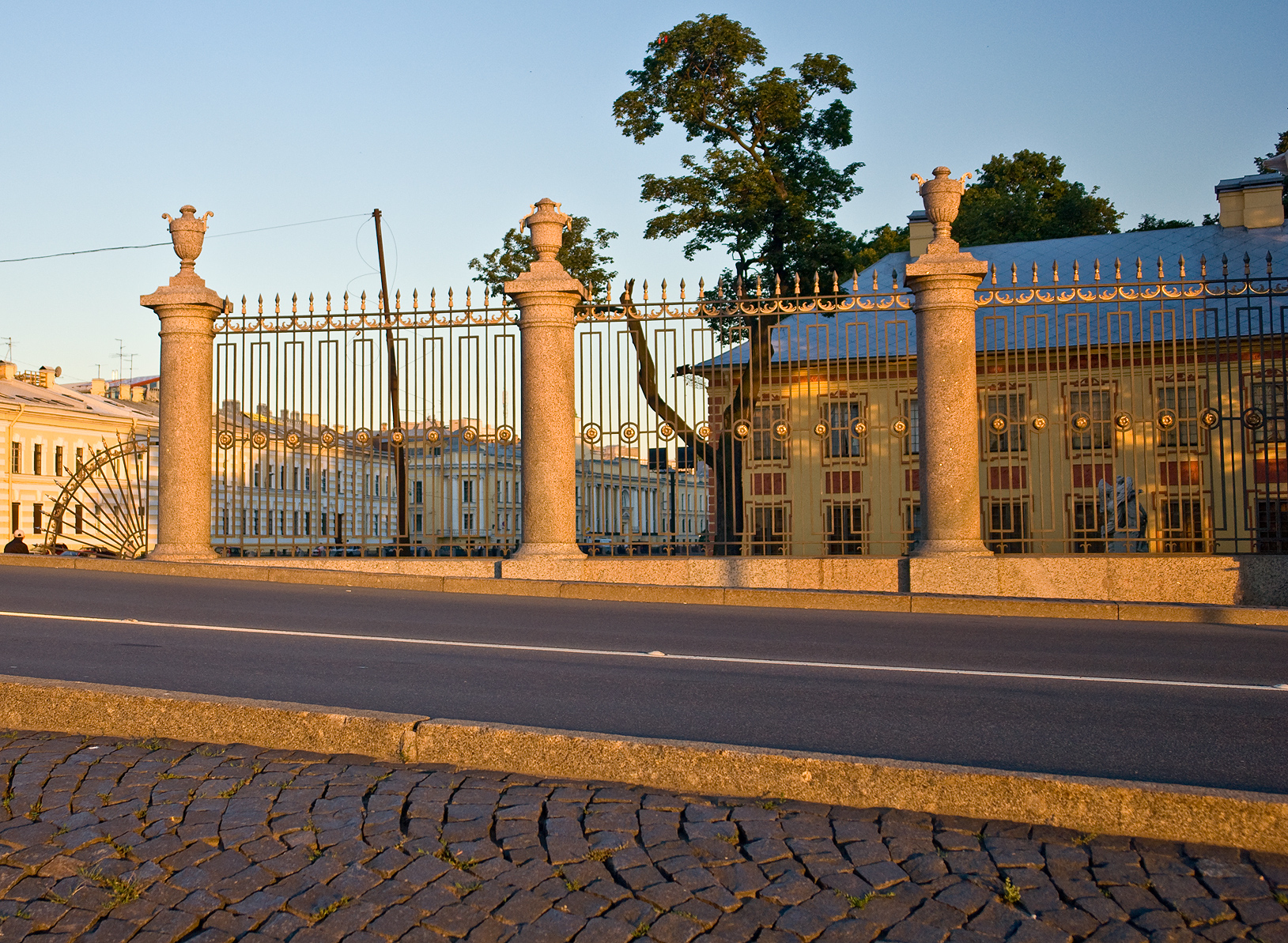
Lo steccato dell'ingresso posteriore.